# خانه محمدی‌نژاد و احمدزاده
خانه محمدی نژاد و احمدزاده مربوط به دوره قاجار است و در شیراز، گذر سنگ سیاه، کوچه معین الاسلام واقع شده و این اثر در تاریخ ۱۰ خرداد ۱۳۸۲ با شمارهٔ ثبت ۸۶۴۱ به‌عنوان یکی از آثار ملی ایران به ثبت رسیده است.